# Реактор с вода под налягане
Реакторите с вода под налягане са вид ядрени реактори, използвани в атомните електроцентрали. Те са най-разпространеният тип реактори в света с около 2/3 от действащите реактори към 2018 година.
Реакторите с вода под налягане са реактори с топлинни неутрони, при които водата се използва едновременно като охладител и забавител на неутрони. За разлика от реакторите с кипяща вода, при тях има два обособени водни контура – един в корпусния реактор с течна вода под високо налягане (около 155 бара) и втори, в който водата се изпарява и се насочва към парните турбини, а след това се преобразува отново в течност в кондензатор.
Реакторите с вода под налягане са разработени през 50-те години на XX век и се използват още в първите военни кораби и подводници с атомно задвижване, както и в първата промишлена атомна електроцентрала в света, пусната в експлоатация през 1958 година АЕЦ „Шипингпорт“ в Съединените щати. От този тип са използваните в АЕЦ „Козлодуй“ реактори от съветската серия ВВЕР, както и планираните американски AP1000.